# Cindy Klassen
Cynthia Nicole Klassen –conocida como Cindy Klassen– (Winnipeg, 12 de agosto de 1979) es una deportista canadiense que compitió en patinaje de velocidad sobre hielo. 
Participó en tres Juegos Olímpicos de Invierno, entre los años 2002 y 2010, obteniendo en total seis medallas: en Salt Lake City 2002, bronce en 3000 m, y en Turín 2006, oro en 1500 m, dos platas en 1000 m y en persecución por equipos (junto con Kristina Groves, Clara Hughes, Christine Nesbitt y Shannon Rempel), y dos bronces en 5000 m y 10 000 m.
Ganó cinco medallas en el Campeonato Mundial de Patinaje de Velocidad sobre Hielo entre los años 2002 y 2007, once medallas en el Campeonato Mundial de Patinaje de Velocidad sobre Hielo en Distancia Individual entre los años 2001 y 2012, y dos medallas en el Campeonato Mundial de Patinaje de Velocidad sobre Hielo en Distancia Corta, plata en 2003 y bronce en 2007.

## Palmarés internacional
| Juegos Olímpicos                           | Juegos Olímpicos                | Juegos Olímpicos  | Juegos Olímpicos        |
| Año                                        | Lugar                           | Medalla           | Prueba                  |
| ------------------------------------------ | ------------------------------- | ----------------- | ----------------------- |
| 2002                                       | Salt Lake City (Estados Unidos) | Medalla de bronce | 3000 m                  |
| 2006                                       | Turín (Italia)                  | Medalla de oro    | 1500 m                  |
| 2006                                       | Turín (Italia)                  | Medalla de plata  | 1000 m                  |
| 2006                                       | Turín (Italia)                  | Medalla de plata  | Persecución por equipos |
| 2006                                       | Turín (Italia)                  | Medalla de bronce | 3000 m                  |
| 2006                                       | Turín (Italia)                  | Medalla de bronce | 5000 m                  |
| Campeonato Mundial                         |                                 |                   |                         |
| Año                                        | Lugar                           | Medalla           | Prueba                  |
| 2002                                       | Heerenveen (Países Bajos)       | Medalla de plata  | Clasificación general   |
| 2003                                       | Gotemburgo (Suecia)             | Medalla de oro    | Clasificación general   |
| 2005                                       | Moscú (Rusia)                   | Medalla de plata  | Clasificación general   |
| 2006                                       | Calgary (Canadá)                | Medalla de oro    | Clasificación general   |
| 2007                                       | Heerenveen (Países Bajos)       | Medalla de bronce | Clasificación general   |
| Campeonato Mundial en Distancia Individual |                                 |                   |                         |
| Año                                        | Lugar                           | Medalla           | Prueba                  |
| 2001                                       | Salt Lake City (Estados Unidos) | Medalla de bronce | 1500 m                  |
| 2003                                       | Berlín (Alemania)               | Medalla de bronce | 1000 m                  |
| 2004                                       | Seúl (Corea del Sur)            | Medalla de plata  | 1500 m                  |
| 2004                                       | Seúl (Corea del Sur)            | Medalla de bronce | 1000 m                  |
| 2005                                       | Inzell (Alemania)               | Medalla de oro    | 1500 m                  |
| 2005                                       | Inzell (Alemania)               | Medalla de oro    | 3000 m                  |
| 2005                                       | Inzell (Alemania)               | Medalla de plata  | Persecución por equipos |
| 2007                                       | Salt Lake City (Estados Unidos) | Medalla de plata  | 1500 m                  |
| 2007                                       | Salt Lake City (Estados Unidos) | Medalla de bronce | 3000 m                  |
| 2011                                       | Inzell (Alemania)               | Medalla de oro    | Persecución por equipos |
| 2012                                       | Heerenveen (Países Bajos)       | Medalla de plata  | Persecución por equipos |
| Campeonato Mundial en Distancia Corta      |                                 |                   |                         |
| Año                                        | Lugar                           | Medalla           | Prueba                  |
| 2003                                       | Calgary (Canadá)                | Medalla de plata  | Clasificación general   |
| 2007                                       | Hamar (Noruega)                 | Medalla de bronce | Clasificación general   |